# Batalla de la Gran Muralla
La Defensa de la Gran Muralla (en chino tradicional, 長城抗戰; en chino simplificado, 长城抗战; pinyin, Chángchéng Kàngzhàn) (1 de enero-31 de mayo de 1933) fue una campaña entre los ejércitos de la República de China y el Imperio de Japón, que tuvo lugar antes de la segunda guerra sino-japonesa que comenzó oficialmente en 1937. Es conocido en japonés como Operación Nekka (熱河作戦 Nekka Sakusen?).
Durante esta campaña, Japón capturó con éxito la provincia de Rehe, Mongolia Interior de las manos del señor de la guerra chino Zhang Xueliang y que lo anexó al nuevo Estado de Manchukuo, cuya frontera sur se extendió así a la Gran Muralla de China.

## Preludio

### Batalla del Paso Shanhai
Shanhaiguan es el extremo oriental de la Gran Muralla China, donde esta se alcanza el mar. Gracias a lo estipulado en el acuerdo de paz firmado al final de la Rebelión Boxer de 1901, el Ejército Imperial Japonés tenía derecho a mantener una pequeña guarnición de alrededor de doscientos soldados en la población. En la noche del 1 de enero de 1933, el comandante de la guarnición japonesa organizó un «incidente»; ordenó lanzar algunas granadas de mano y disparar algunos tiros. El Ejército de Kwantung lo utilizó como excusa para exigir que el 626.º Regimiento chino del Ejército del Noreste, destinado en Shanhaiguan, abandonase sus posiciones en este cruce de la Gran Muralla.
Cuando la guarnición china se negó a hacerlo, la 8 ª División japonesa emitió un ultimátum, y luego acometió la localidad con el apoyo de cuatro trenes blindados y diez tanques. En el ataque japonés participó también la Aviación, que empleó bombarderos, y la Armada, que batió la población con los buques de guerra de la 2.ª Flota de la Armada Imperial Japonesa, compuesta por una docena de navíos. El 3 de enero, el comandante chino del regimiento, Shi Shian, incapaz de sostenerse por más tiempo, evacuó las posiciones después de haber perdido la mitad de sus hombres; las bajas japoneses se calcula que rondaron los quinientos soldados.

### La batalla de Rehe
La provincia de Rehe, situada al norte de la Gran Muralla, era el siguiente objetivo de los japoneses. Proclamaron que la provincia era históricamente parte de Manchuria; el ejército japonés primero esperó obtener el territorio gracias al cambio de bando del general Tang Yulin, que contaba se uniese a Manchukuo. Cuando esto no se produjo, el ejército nipón puso en marcha las operaciones militares necesarias para conquistar el territorio. El jefe del Estado Mayor del Ejército japonés solicitó la aprobación del emperador Hirohito para la «operación estratégica» contra las fuerzas chinas en Rehe. Con la esperanza de que sería la última de las operaciones del ejército en la zona y que pondría fin a la cuestión manchú, el emperador la aprobó, aunque ordenó explícitamente que el ejército no debía en ningún caso cruzar la Gran Muralla.
El 23 de febrero de 1933, comenzó la ofensiva japonesa contra Rehe. El 25 de febrero, los japoneses tomaron Chaoyang y Kailu. El 2 de marzo, la 4.ª Brigada de Caballería japonesa chocó con la resistencia de las fuerzas de Sun Dianying, pero después de varios días de combates, conquistó Chifeng. El 4 de marzo, unidades de caballería japonesa y la 1.ª Compañía Especial de Tanques entró en Chengde, la capital de Rehe.

## La batalla de la Gran Muralla

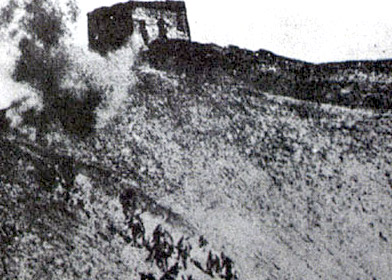
Las fuerzas japonesas disparan hacia el muro defensivo

Perdido Rehe, el XXXII Cuerpo de Wan Fulin se retiró a la puerta de Lengkou, adonde también acudió el XXIX Cuerpo del general Song Zheyuan; por su parte, la 37.ª división de Zhang Zuoxiang se retiró hacia la puerta de Xifengkou y la 25.ª División del general Guan Linzheng, a la de Gubeikou.
El 4 de marzo, la 139.ª División del XXXII Cuerpo del KMT logró sostenerse en la puerta de Lengkou, y el 7 de marzo, el LXVII Cuerpo del KMT resistió los embates de la 16.ª Brigada de la 8.ª División japonesa, en la de Gubeikou.
El 9 de marzo, Chiang Kai-shek trató con Zhang Xueliang la defensa Baoding, en la provincia de Hebei. Chiang comenzó a trasladar al norte parte de las unidades que hasta entonces habían participado en la campaña contra el Sóviet de Jiangxi, entre ellas las de Huang Jie, Xu Tingyao y Guan Linzheng. También envió a la región al VII Cuerpo de Fu Zuoyi, destinado entonces en Suiyuan. Sin embargo, estas acciones resultaron tardías y los refuerzos que llegaron a la zona de combate, demasiado débiles para contener el avance japonés.
El 11 de marzo, las tropas japonesas alcanzaron la Gran Muralla. El 12 He Yingqin sustituyó en el mando a Zhang Xueliang; como jefe del Ejército del Noreste, se le ordenó asegurar las posiciones defensivas a lo largo de la Gran Muralla.

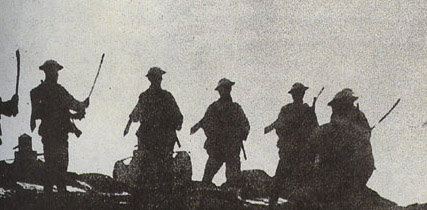
Siluetas que muestran a soldados chinos armados con espadas

Los japoneses realizaron más de veinte ataques, que  los soldados del Ejército del Noroeste, armados con espadas, repelieron. Sin embargo, el 21 de marzo, los japoneses tomaron la puerta de Yiyuankou. El XXIX Cuerpo del KMT evacuó la de Xifengkou el 8 de abril. El 11 de abril, las tropas japonesas recuperaron la puerta de Lengkou, que los dos bandos se habían disputado con ferocidad; las fuerzas chinas abandonaron también la puerta de Jielingkou. Las unidades del Ejército chino contaban con bastante menos armamento pesado que las del japonés: muchas apenas tenían morteros de campaña, unas pocas ametralladoras pesadas y ligeras y fusiles, pero la mayoría solo disponían de pistolas, granadas y de las tradicionales espadas chinas. Abrumado por la ventaja de armamento enemigo, el ejército chino se replegó de la Gran Muralla el 20 de mayo,.
Si bien el Ejército Nacional Revolucionario (ENR) acabó derrotado en los combates librados en torno a la Gran Muralla, varias de sus unidades, como el pelotón de He Zhuguo, lograron detener al ejército japonés, mejor equipado, incluso tres días antes tener que rendir sus posiciones. Algunas divisiones del ENR también obtuvieron algunas victorias menores en puertas como la de Xifengkuo y la de Gubeikou, empleando las murallas para trasladar a los soldados de un sector a otro, como ya habían hecho los soldados de la dinastía Ming en el pasado.

## Tregua de Tanggu
El 22 de mayo de 1933, los representantes de China y Japón se reunieron en Tanggu, Tianjin, para negociar el fin del conflicto. El resultado del parlamento fue la tregua de Tanggu, por la que se creó una zona desmilitarizada, de unos cien kilómetros de longitud al sur de la Gran Muralla, en la que el ejército chino tenía prohibida la entrada. Esto redujo enormemente la seguridad territorial de las provincias situadas al sur. Los japoneses, por su parte, podían emplear aviones de reconocimiento y tropas de tierra para asegurarse de que los chinos cumplían con lo estipulado en el acuerdo. Además, el Gobierno chino se vio obligado a reconocer la independencia de facto de Manchukuo y la pérdida de Rehe.
Como los términos de la tregua fueron tan favorables a Japón y desfavorables a China, se originó una reacción pública contra el Gobierno del Kuomintang. El desenlace influenció también en Zhang Xueliang y fue una de las causas por las que decidió secuestrar a Chiang Kai-shek en el incidente de Xi'an, con el fin de formar un frente unido con los comunistas contra Japón.

## Cultura popular
- Una película de acción se presentó en Hong Kong en 1976 llamada 7 Man Army alrededor de siete soldados chinos que lograron contener de frente a 20.000 soldados japoneses durante 5 días.

### Mapas topográficos
- Cheng-te nk50-11 SW Jehol Province, SE Chahar Province, NW Hebei Province(north of Beijing, Gubeikou Pass)
- Lin-yu nk50-12 S Jehol Province, NE Hebei Province, Great Wall to Shanhaikuan upper Luan River area
- Ch'ang-Li nj50-4 NE Hebei Luan River area

- Datos: Q708451
- Multimedia: Defense of the Great Wall / Q708451